# Mühlbach am Hochkönig
Mühlbach am Hochkönig ist eine Gemeinde mit 1415 Einwohnern (Stand 1. Jänner 2024) im Salzburger Land im Bezirk St. Johann im Pongau in Österreich.

## Geografie
Die Gemeinde liegt knapp 50 km südlich von Salzburg und 6,5 km nordwestlich von St. Johann im Pongau an der B 164. Durch den Ort fließt der Mühlbach.

### Gemeindegliederung
Mühlbach besteht aus dem gleichnamigen Hauptort (1283) und dem Ortsteil Schlöglberg (132) (in Klammern Einwohnerzahl Stand 1. Jänner 2024), die gleichzeitig Katastralgemeinden sind.

### Nachbargemeinden
| Maria Alm (ZE)            | Werfen                                      |                      |
| Dienten am Hochkönig (ZE) | Kompassrose, die auf Nachbargemeinden zeigt | Bischofshofen        |
| Goldegg im Pongau         | Sankt Veit im Pongau                        | St. Johann im Pongau |

## Geschichte
1350 erfolgte die erste urkundliche Erwähnung des Ortes „Mulpach“. 1519	erlaubte Erzbischof Leonhard den Bau der Sebastianskapelle. 1637 erfolgte die Vollendung des Kirchenbaus, und 1678 wurde eine einklassige Volksschule im Messnerhaus gegründet.

### Bergbau
Mühlbach war nachweislich schon in prähistorischer Zeit ein Bergbauort. Bereits vor 4000 Jahren haben Bergleute am Mitterberg in bedeutendem Umfang Kupferbergbau betrieben. Das Kupfererz wurde mittels der Methode des Feuersetzens erhitzt, durch Besprengen mit Wasser „mürbe“ gemacht und danach mit Hilfe von Bronzepickeln abgebaut. Mit dieser mühsamen Vorgangsweise gelangten die damaligen Knappen bereits bis zu 120 Meter in den Berg. Das gewonnene Hauwerk wurde dann auf Schmelzplätzen zerkleinert, angereichert, abgeröstet und aus dem Abbrand das Kupfer heraus geschmolzen. Doch plötzlich wurde die Bergbautätigkeit ohne bekannten Grund abgebrochen und das Kupfererzvorkommen geriet für 2000 Jahre in Vergessenheit.
Das zur Herstellung der Himmelsscheibe von Nebra verwendete Kupfer stammt vermutlich aus Mitterberg.
Erst 1827 wurde die Mitterberger Kupferlagerstätte durch Zufall wiederentdeckt. Auf der Heimfahrt von Bischofshofen über das Gainfeld und den Mitterberg kollerte dem Rapold-Bauer ein Brotlaib von seinem Fuhrwerk in den Bachgraben. Der zur Suche ausgeschickte Schwiegersohn fand das Brot nahe dem heutigen Hochkeilhaus an einer Stelle des Bachbettes, an der das Wasser glänzendes gelbes Kupfererz von Geröll freigespült hatte. Beim Versuch, das vermeintliche Gold zu schmelzen, brannte das Bauernhaus ab. Diese Geschichte drang bis an den Pillersee zu Josef Zöttel, dem k. k. Hüttenmeister, der schließlich feststellte, dass es sich um hochwertiges Kupfererz handelte. Er öffnete anschließend mit zwei Bergknappen den Maria-Hilf-Stollen, was zugleich mit der Gründung der Mitterberger Kupfergewerkschaft den Beginn des neuzeitlichen Kupferbergbaus darstellt.
In Mühlbach befindet sich ein Mundloch des Arthurstollens.
1907 gründete der Industrielle Arthur Krupp (Inhaber der Berndorfer Metallwarenfabrik und Enkel von Friedrich Krupp, dem Gründer der Essener Krupp-Gussstahlfabrik) und die Creditanstalt AG die Mitterberger Kupfer AG. 1931 erzwangen die Weltwirtschaftskrise und der Börsenkrach von 1929 die Einstellung des Bergbaus. Arthur Krupp stiftete den alpinen Stützpunkt, das heutige Arthurhaus, und baute noch zwei kleinere Kraftwerke in Mühlbach. Von 1931 bis 1938 ruhte der Bergbau in Mühlbach. 1938, nach dem „Anschluss“ Österreichs an Deutschland, ging der Kupferbergbau abermals in Betrieb. 1977 wurde aufgrund des rapiden Preisverfalls des Kupfers von 57.000,--/t 1972 auf 22.644,--/t 1974 der Bergbau endgültig stillgelegt. In der Blütezeit des Bergbaus lebten in Mühlbach bis zu 3000 Einwohner, der Großteil davon waren Bergknappen und deren Angehörige.
Bis Ende 2002 gehörte die Gemeinde zum Gerichtsbezirk Werfen, seit 2003 ist sie Teil des Gerichtsbezirks Sankt Johann im Pongau.

## Politik

### Gemeinderat
| Gemeinderatswahl 2024Wahlbeteiligung: 79,6 % 50403020100 31,8 % (−12,0 %p)26,5 % (−23,0 %p)22,4 % (+15,8 %p)19,2 % (n. k. %p) SPÖÖVPFPÖFM20192024 |

Die Gemeindevertretung hat 13 Mitglieder.
Mit den Gemeindevertretungs- und Bürgermeisterwahlen in Salzburg hatte die Gemeindevertretung folgende Verteilungen:
- 2004: 8 SPÖ und 8 ÖVP
- 2009: 10 SPÖ und 7 ÖVP
- 2014: 10 SPÖ, 5 ÖVP und 2 FPÖ (17 Mitglieder)
- 2019: 7 ÖVP und 6 SPÖ[3]
- 2024: 4 SPÖ, 4 ÖVP, 3 FPÖ und 2 FM[4]

### Bürgermeister
- 1992–1994 Gerhard Sumper (SPÖ)[5]
- 1994–2014 Johann Koblinger (ÖVP)[6]
- 2014–2019 Manfred Koller (SPÖ)[7]
- 2019–2024 Anna Reitinger (ÖVP)[8]
- seit 2024 Willibald Bodner (FPÖ)[9]

### Wappen
Mühlbach wurde im Jahr 1960 das Gemeindewappen verliehen:
Blasonierung: „Im blauen Schild ein silberner Dreifels, belegt mit gekreuzten schwarzem Eisen und Schlägel und davor aus naturfärbigem Wellenschildfuß ragend ein rotes Mühlrad“

### Städtepartnerschaften
- Seit 2002 besteht eine Partnerschaft mit der Gemeinde Stockheim in Deutschland.

## Kultur und Sehenswürdigkeiten

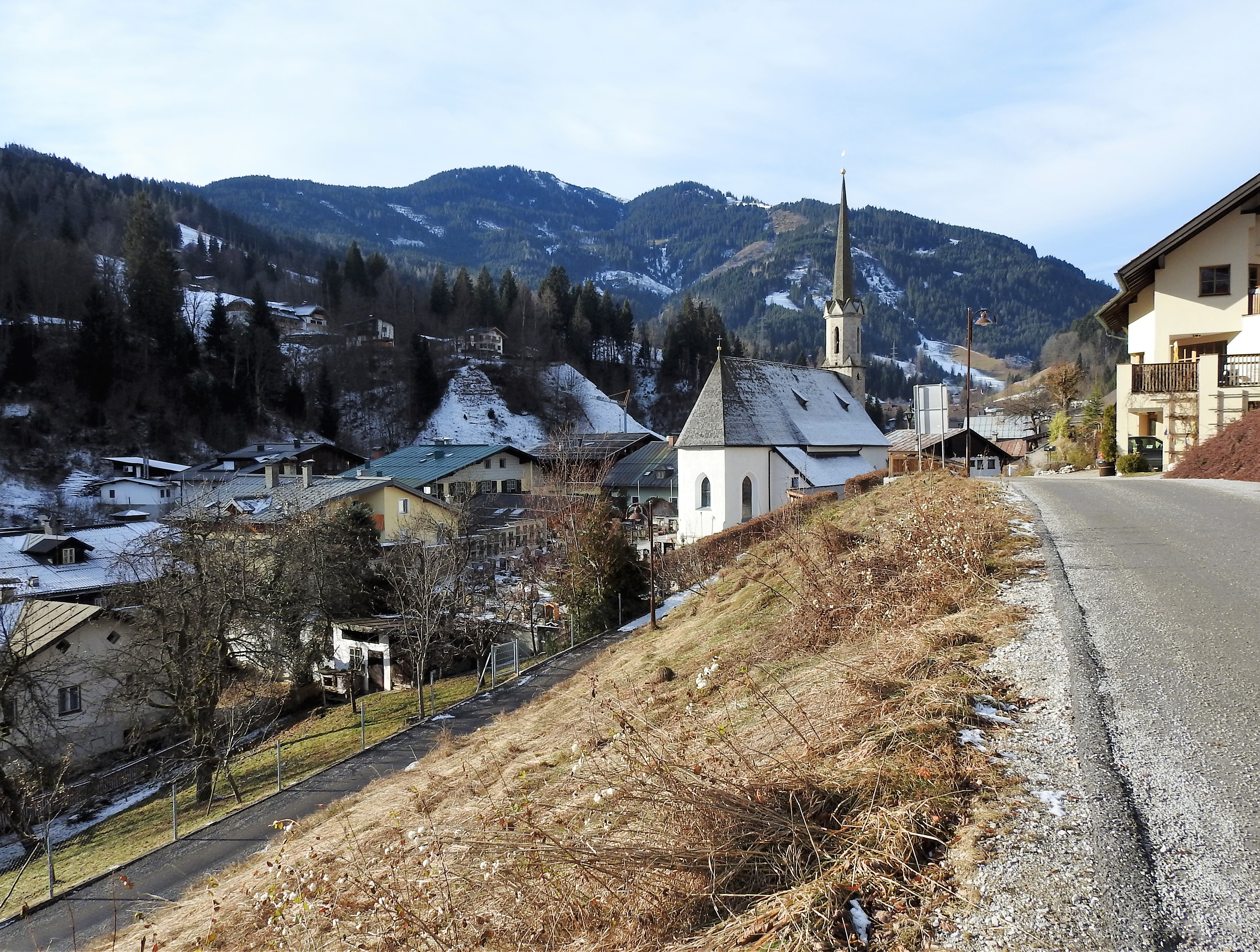
Pfarrkirche Mühlbach am Hochkönig

- Katholische Pfarrkirche Mühlbach am Hochkönig hl. Sebastian
- Im Jahr 2004 wurden auf der Karbachalm, am flächenbezogenen Schwerpunkt des Salzburger Landes, durch die Gebrüder Gamsjäger ein Holzmonument errichtet. In zwei Baumstämme wurden 118 „Fenster“ in das Holz geschlagen, in denen die Wappen der Gemeinden angebracht werden können.
- Im Bergbau- und Heimatmuseum mit Erlebnisschaustollen werden Zeugnisse der 5000 Jahre alten Bergbaugeschichte präsentiert, die Mühlbach bis ins Jahr 1976 nachhaltig prägte.
- Der Bergschuh am Dientner Sattel befindet sich auf 1.400 Meter.
- Bergkapelle Mühlbach am Hochkönig: Wie in allen Orten trafen sich auch in Mühlbach am Hochkönig bereits sehr früh Musikbegeisterte und musizierten spontan in privaten Stuben bzw. in einzelnen Gasthäusern. Große Feierlichkeiten wie Hochzeiten und kirchliche wurden begleitet. Die Kinder kamen bereits in vielen Familien mit dem regionalen Liedpotenzial in Berührung und erweiterten später im Musikunterricht der 1862 gegründeten Schule ihre Kenntnisse. Die Bergkapelle Mühlbach besitzt eine gut geführte, umfangreiche Chronik, in der nachzulesen ist, dass in der Stube des Pronebenbauers, Rupert Deutinger, bereits um die Jahrhundertwende geprobt wurde. Rupert Deutinger war auch der erste Leiter einer Bauernmusik bzw. Knappenmusik, die seit 1908 bestand.
- Im Sommer stehen 140 km markierte Wanderwege, 15 bewirtschaftete Almhütten, vier Tennisplätze, ein Freibad, eine Paragleitschule, Spielplätze, Streichelzoos und die Sennerei Schweizerhütte am Arthurhaus zur Verfügung.

## Wirtschaft und Infrastruktur
Der Ort lebt vom Fremdenverkehr und bietet ca. 3.000 Gästebetten. Er gehört zum Skiverbund Ski amadé und bietet 39 Liftanlagen mit 150 km präparierten Pisten, 35 km geräumte Winterwanderwege, drei Rodelbahnen und zwei Skischulen.
Ansässige Unternehmen
- Skischule Mühlbach
- Flugschule Austriafly

## Persönlichkeiten
- Sepp Bradl (1918–1982), 1936 sprang er auf der slowenischen Großschanze in Planica als erster Mensch über 100 Meter. 1939 gewann er als erster Mitteleuropäer den Weltmeistertitel.
- Julius Emil Knudsen (1856–1944), Norwegischer Bergwerksdirektor der Mitterberger Kupfer-AG und gemeinsam mit seinen Söhnen Emil jr. und William Begründer des Skisportes in Mühlbach
- Peter Radacher sen. (1896–1976), Alpinist, Skipionier, Weltmeisterschaftsteilnehmer im nordischen Skisport, Gründer der ersten Skischule im Land Salzburg
- Peter Radacher jun. (* 1930), nordischer Skisportler, Olympiateilnehmer, Hüttenwirt und Alpinist
- Robert Zoller (* 1961), Weltcup-Skirennläufer